# Otto Bail
Otto Karl Bail (* 29. Februar 1904 in Danzig; † 1987) war ein deutscher Wirtschaftswissenschaftler.

## Leben
Bail schloss seine Ausbildung zum Diplom-Kaufmann mit dem Buch- und Betriebsprüferexamen ab. Von 1934 bis 1939 war er für die Reichsbank in Berlin tätig. Während dieser Zeit bereite er seine Promotion an der Handelshochschule Berlin vor. Zwischen 1940 und 1942 war er leitender Devisenprüfer beim Oberfinanzpräsidenten Düsseldorf, dann von 1942 bis 1945 Referent im Reichswirtschaftsministerium. 1943 wurde er zum Regierungsrat ernannt. Ab 1946 arbeitete er in der Abteilung Finanzen beim Oberpräsidenten der Nordrhein-Provinz  bzw. im Finanzministerium des Landes Nordrhein-Westfalen, ab 1947 im Wirtschaftsministerium. Er wurde 1947 zum Oberregierungsrat, 1950 zum Ministerialrat und 1952 zum Ministerialdirigenten ernannt. Zudem war er ab 1949 Börsenkommissar bei der Rheinisch-Westfälischen Börse in Köln, von 1957 bis 1962 Staatskommissar bei der Rheinisch-Westfälischen Bodenkreditbank. 1969 trat er in den Ruhestand.